# Ligue de diamant
Navigation
La Ligue de diamant de World Athletics est une compétition d'athlétisme organisée annuellement depuis 2010 par World Athletics. Elle est composée de 15 rencontres et sacre chaque année un vainqueur dans 16 disciplines de l'athlétisme.

## Éditions
| Édition | Année | Réunions | Dates                         |
| ------- | ----- | -------- | ----------------------------- |
| 1re     | 2010  | 14       | 14 mai au 27 août 2010        |
| 2e      | 2011  | 14       | 6 mai au 16 septembre 2011    |
| 3e      | 2012  | 14       | 11 mai au 7 septembre 2012    |
| 4e      | 2013  | 14       | 10 mai au 6 septembre 2013    |
| 5e      | 2014  | 14       | 9 mai au 5 septembre 2014     |
| 6e      | 2015  | 14       | 15 mai au 11 septembre 2015   |
| 7e      | 2016  | 14       | 6 mai au 9 septembre 2016     |
| 8e      | 2017  | 14       | 5 mai au 1er septembre 2017   |
| 9e      | 2018  | 14       | 3 mai au 31 août 2018         |
| 10e     | 2019  | 14       | 3 mai au 6 septembre 2019     |
| 11e     | 2020  | 8        | 11 juin au 17 octobre 2020    |
| 12e     | 2021  | 14       | 23 mai au 9 septembre 2021    |
| 13e     | 2022  | 13       | 13 mai au 8 septembre 2022    |
| 14e     | 2023  | 14       | 5 mai au 17 septembre 2023    |
| 15e     | 2024  | 15       | 20 avril au 14 septembre 2024 |
| 16e     | 2025  | 15       | 26 avril au 28 août 2025      |

## Déroulement de la compétition
La Ligue de diamant remplace la Golden League, compétition disputée de 1998 à 2009.
La Ligue de diamant accueille 16 épreuves d'athlétisme réparties sur 14 réunions disputées durant chaque édition. 
Chaque épreuve donne lieu à des points attribués en fonction des performances : 8 points pour le premier, 7 points pour le deuxième, 6 points pour le troisième, 5 points pour le quatrième, 4 points pour le cinquième, 3 points pour le sixième, 2 points pour le septième et 1 point pour le huitième (en 2016, seuls les 6 premiers recevaient des points). Jusqu'en 2016, l'athlète qui avait cumulé le plus grand nombre de points durant l'année (les points étant doublés lors des finales) sur chaque discipline remportait le trophée de la Ligue de diamant. 
Depuis 2017, le classement établi à l'issue des 12 premières réunions détermine les qualifiés pour les finales, à Zurich et Bruxelles. Le vainqueur de chaque finale remporte le trophée de la Ligue de diamant.
Pour 2020 et 2021, le circuit de la Ligue de diamant comporte moins de meetings (13 au lieu de 14) et moins d'épreuves (24 au lieu de 32). La compétition se déroule sur 13 semaines (un meeting par semaine), la finale se dispute sur un seul meeting, à Zurich.

## Épreuves
| Sprint            | Demi-fond            | Fond                             | Haies                         | Sauts                                                         | Lancers                                            |
| ----------------- | -------------------- | -------------------------------- | ----------------------------- | ------------------------------------------------------------- | -------------------------------------------------- |
| 100 m 200 m 400 m | 800 m 1 500 m / Mile | 3 000 m / 5 000 m 3000 m steeple | 100 / 110 m haies 400 m haies | Saut en hauteur Saut à la perche Saut en longueur Triple saut | Lancer du poids Lancer du javelot Lancer du disque |

## Réunions
Alors que la Golden League avait lieu uniquement en Europe, la Ligue de diamant propose des réunions supplémentaires en Asie, au Moyen-Orient, en Afrique du nord et aux États-Unis. La composition a été confirmée le 16 juin 2009. Dans ce calendrier, on retrouve 14 réunions parmi les plus connus. Parmi ceux qui figuraient au programme de la Golden League, seul le rendez-vous de Berlin, l'ISTAF, n'apparaît pas.
En 2011, le British Grand Prix se déplace de Gateshead à Birmingham. En 2013, le British Athletics London Grand Prix se déroule pour la première fois au Stade olympique de Londres. En 2014, il se déplace exceptionnellement à Glasgow, en Écosse, devenant le Glasgow Grand Prix.
En 2016, le Maroc fait officiellement partie des pays hôtes de la ligue de diamant en accueillant le Meeting international Mohammed-VI qui remplace le meeting de New York.
| Réunions                          | Stade                          | Ville      | Pays        |
| --------------------------------- | ------------------------------ | ---------- | ----------- |
| Doha Diamond League               | Qatar SC Stadium               | Doha       | Qatar       |
| IAAF Diamond League Shanghai      | Stade de Shanghai              | Shanghai   | Chine       |
| Prefontaine Classic               | Hayward Field                  | Eugene     | États-Unis  |
| Golden Gala Pietro Mennea         | Stade olympique                | Rome       | Italie      |
| Bislett Games                     | Bislett Stadion                | Oslo       | Norvège     |
| Bauhaus-Galan                     | Stade olympique                | Stockholm  | Suède       |
| Meeting de Paris                  | Stade Charléty                 | Paris      | France      |
| Athletissima                      | Stade olympique de la Pontaise | Lausanne   | Suisse      |
| Meeting international Mohammed-VI | Stade olympique de Rabat       | Rabat      | Maroc       |
| Meeting Herculis                  | Stade Louis-II                 | Monaco     | Monaco      |
| Müller Grand Prix Birmingham      | Alexander Stadium              | Birmingham | Royaume-Uni |
| Weltklasse Zurich                 | Stade du Letzigrund            | Zurich     | Suisse      |
| Mémorial Van Damme                | Stade Roi-Baudouin             | Bruxelles  | Belgique    |

| Réunion                  | Stade                      | Ville    | Pays        | Années          |
| ------------------------ | -------------------------- | -------- | ----------- | --------------- |
| Adidas Grand Prix        | Icahn Stadium              | New York | États-Unis  | 2010-2015       |
| Müller Anniversary Games | Stade olympique de Londres | Londres  | Royaume-Uni | 2010-2019, 2021 |

## Palmarès

### Hommes

#### Courses
| Année | 100 m             | 200 m             | 400 m           | 800 m             | 1 500 m            | 5 000 m            | 110 m haies             | 400 m haies       | 3 000 m steeple      |
| ----- | ----------------- | ----------------- | --------------- | ----------------- | ------------------ | ------------------ | ----------------------- | ----------------- | -------------------- |
| 2010  | Tyson Gay         | Wallace Spearmon, | Jeremy Wariner  | David Rudisha     | Asbel Kiprop       | Imane Merga        | David Oliver            | Bershawn Jackson  | Paul Koech           |
| 2011  | Asafa Powell      | Walter Dix        | Kirani James    | David Rudisha     | Nixon Chepseba     | Imane Merga        | Dayron Robles           | David Greene      | Paul Koech           |
| 2012  | Usain Bolt        | Nickel Ashmeade   | Kévin Borlée    | Mohammed Aman     | Silas Kiplagat     | Isiah Koech        | Aries Merritt           | Javier Culson     | Paul Koech           |
| 2013  | Justin Gatlin     | Warren Weir       | LaShawn Merritt | Mohammed Aman     | Ayanleh Souleiman  | Yenew Alamirew     | David Oliver            | Javier Culson     | Conseslus Kipruto    |
| 2014  | Justin Gatlin     | Alonso Edward     | LaShawn Merritt | Nijel Amos        | Silas Kiplagat     | Caleb Ndiku        | Pascal Martinot-Lagarde | Michael Tinsley   | Jairus Birech        |
| 2015  | Justin Gatlin     | Alonso Edward     | Kirani James    | Nijel Amos        | Asbel Kiprop       | Yomif Kejelcha     | David Oliver            | Bershawn Jackson  | Jairus Birech        |
| 2016  | Asafa Powell      | Alonso Edward     | LaShawn Merritt | Ferguson Rotich   | Asbel Kiprop       | Hagos Gebrhiwet    | Orlando Ortega          | Kerron Clement    | Conseslus Kipruto    |
| 2017  | Chijindu Ujah     | Noah Lyles        | Isaac Makwala   | Nijel Amos        | Timothy Cheruiyot  | Mohamed Farah      | Sergueï Choubenkov      | Kyron McMaster    | Conseslus Kipruto    |
| 2018  | Christian Coleman | Noah Lyles        | Fred Kerley     | Emmanuel Korir    | Timothy Cheruiyot  | Selemon Barega     | Sergueï Choubenkov      | Kyron McMaster    | Conseslus Kipruto    |
| 2019  | Noah Lyles        | Noah Lyles        | Michael Norman  | Donavan Brazier   | Timothy Cheruiyot  | Joshua Cheptegei   | Orlando Ortega          | Karsten Warholm   | Getnet Wale          |
| 2020  | —                 | —                 | —               | —                 | —                  | —                  | —                       | —                 | —                    |
| 2021  | Fred Kerley       | Kenneth Bednarek  | Michael Cherry  | Emmanuel Korir    | Timothy Cheruiyot  | Berihu Aregawi     | Devon Allen             | Karsten Warholm   | Benjamin Kigen       |
| 2022  | Trayvon Bromell   | Noah Lyles        | Kirani James    | Emmanuel Korir    | Jakob Ingebrigtsen | Nicholas Kipkorir  | Grant Holloway          | Alison dos Santos | Soufiane El Baakkali |
| 2023  | Christian Coleman | Andre De Grasse   | Kirani James    | Emmanuel Wanyonyi | Jakob Ingebrigtsen | Jakob Ingebrigtsen | Hansle Parchment        | Rai Benjamin      | Soufiane El Baakkali |
| 2024  | Ackeem Blake      | Kenneth Bednarek  | Charles Dobson  | Emmanuel Wanyonyi | Jakob Ingebrigtsen | Berihu Aregawi     | Sasha Zhoya             | Alison dos Santos | Amos Serem           |

#### Concours
| Année | Saut en longueur       | Triple saut          | Saut en hauteur    | Saut à la perche  | Lancer du poids    | Lancer du disque  | Lancer du javelot   |
| ----- | ---------------------- | -------------------- | ------------------ | ----------------- | ------------------ | ----------------- | ------------------- |
| 2010  | Dwight Phillips        | Teddy Tamgho         | Ivan Ukhov         | Renaud Lavillenie | Christian Cantwell | Piotr Małachowski | Andreas Thorkildsen |
| 2011  | Mitchell Watt          | Phillips Idowu       | Jesse Williams     | Renaud Lavillenie | Dylan Armstrong    | Virgilijus Alekna | Matthias de Zordo   |
| 2012  | Aleksandr Menkov       | Christian Taylor     | Robert Grabarz     | Renaud Lavillenie | Reese Hoffa        | Gerd Kanter       | Vítězslav Veselý    |
| 2013  | Aleksandr Menkov       | Christian Taylor     | Bohdan Bondarenko  | Renaud Lavillenie | Ryan Whiting       | Gerd Kanter       | Vítězslav Veselý    |
| 2014  | Godfrey Khotso Mokoena | Christian Taylor     | Mutaz Essa Barshim | Renaud Lavillenie | Reese Hoffa        | Piotr Małachowski | Thomas Röhler       |
| 2015  | Greg Rutherford        | Christian Taylor     | Mutaz Essa Barshim | Renaud Lavillenie | Joe Kovacs         | Piotr Małachowski | Tero Pitkämäki      |
| 2016  | Fabrice Lapierre       | Christian Taylor     | Erik Kynard        | Renaud Lavillenie | Tomas Walsh        | Piotr Małachowski | Jakub Vadlejch      |
| 2017  | Luvo Manyonga          | Christian Taylor     | Mutaz Essa Barshim | Sam Kendricks     | Darrell Hill       | Andrius Gudžius   | Jakub Vadlejch      |
| 2018  | Luvo Manyonga          | Pedro Pablo Pichardo | Brandon Starc      | Timur Morgunov    | Tomas Walsh        | Fedrick Dacres    | Andreas Hofmann     |
| 2019  | Juan Miguel Echevarría | Christian Taylor     | Andriy Protsenko   | Sam Kendricks     | Tomas Walsh        | Daniel Ståhl      | Magnus Kirt         |
| 2020  | —                      | —                    | —                  | —                 | —                  | —                 | —                   |
| 2021  | Thobias Montler        | Pedro Pichardo       | Gianmarco Tamberi  | Armand Duplantis  | Ryan Crouser       | Daniel Ståhl      | Johannes Vetter     |
| 2022  | Miltiádis Tedóglou     | Andy Díaz            | Gianmarco Tamberi  | Armand Duplantis  | Joe Kovacs         | Kristjan Čeh      | Neeraj Chopra       |
| 2023  | Simon Ehammer          | Andy Díaz            | Woo Sang-hyeok     | Armand Duplantis  | Joe Kovacs         | Matthew Denny     | Jakub Vadlejch      |
| 2024  | Tajay Gayle            | Pedro Pichardo       | Gianmarco Tamberi  | Armand Duplantis  | Leonardo Fabbri    | Matthew Denny     | Anderson Peters     |

### Femmes

#### Courses
| Année | 100 m                   | 200 m                   | 400 m                   | 800 m            | 1 500 m          | 5 000 m            | 100 m haies             | 400 m haies       | 3 000 m steeple    |
| ----- | ----------------------- | ----------------------- | ----------------------- | ---------------- | ---------------- | ------------------ | ----------------------- | ----------------- | ------------------ |
| 2010  | Carmelita Jeter         | Allyson Felix           | Allyson Felix           | Janeth Jepkosgei | Nancy Lagat      | Vivian Cheruiyot   | Priscilla Lopes-Schliep | Kaliese Spencer   | Milcah Cheywa      |
| 2011  | Carmelita Jeter         | Carmelita Jeter         | Amantle Montsho         | Jennifer Meadows | Morgan Uceny     | Vivian Cheruiyot   | Danielle Carruthers     | Kaliese Spencer   | Milcah Cheywa      |
| 2012  | Shelly-Ann Fraser-Pryce | Charonda Williams       | Amantle Montsho         | Pamela Jelimo    | Abeba Aregawi    | Vivian Cheruiyot   | Dawn Harper-Nelson      | Kaliese Spencer   | Milcah Cheywa      |
| 2013  | Shelly-Ann Fraser-Pryce | Shelly-Ann Fraser-Pryce | Amantle Montsho         | Eunice Sum       | Abeba Aregawi    | Meseret Defar      | Dawn Harper-Nelson      | Zuzana Hejnová    | Milcah Cheywa      |
| 2014  | Veronica Campbell-Brown | Allyson Felix           | Novlene Williams-Mills  | Eunice Sum       | Jennifer Simpson | Mercy Cherono      | Dawn Harper-Nelson      | Kaliese Spencer   | Hiwot Ayalew       |
| 2015  | Shelly-Ann Fraser-Pryce | Allyson Felix           | Francena McCorory       | Eunice Sum       | Sifan Hassan     | Genzebe Dibaba     | Dawn Harper-Nelson      | Zuzana Hejnová    | Virginia Nyambura  |
| 2016  | Elaine Thompson         | Dafne Schippers         | Stephenie Ann McPherson | Caster Semenya   | Laura Muir       | Almaz Ayana        | Kendra Harrison         | Cassandra Tate    | Ruth Jebet         |
| 2017  | Elaine Thompson         | Shaunae Miller-Uibo     | Shaunae Miller-Uibo     | Caster Semenya   | Faith Kipyegon   | Hellen Obiri       | Sally Pearson           | Dalilah Muhammad  | Ruth Jebet         |
| 2018  | Murielle Ahouré         | Shaunae Miller-Uibo     | Salwa Eid Naser         | Caster Semenya   | Laura Muir       | Hellen Obiri       | Brianna McNeal          | Dalilah Muhammad  | Beatrice Chepkoech |
| 2019  | Dina Asher-Smith        | Shaunae Miller-Uibo     | Salwa Eid Naser         | Ajeé Wilson      | Sifan Hassan     | Sifan Hassan       | Danielle Williams       | Sydney McLaughlin | Beatrice Chepkoech |
| 2020  | —                       | —                       | —                       | —                | —                | —                  | —                       | —                 | —                  |
| 2021  | Elaine Thompson-Herah   | Christine Mboma         | Quanera Hayes           | Keely Hodgkinson | Faith Kipyegon   | Francine Niyonsaba | Tobi Amusan             | Femke Bol         | Norah Jeruto       |
| 2022  | Shelly-Ann Fraser-Pryce | Shericka Jackson        | Marileidy Paulino       | Mary Moraa       | Faith Kipyegon   | Beatrice Chebet    | Tobi Amusan             | Femke Bol         | Werkuha Getachew   |
| 2023  | Shericka Jackson        | Shericka Jackson        | Marileidy Paulino       | Keely Hodgkinson | Faith Kipyegon   | Gudaf Tsegay       | Tobi Amusan             | Femke Bol         | Winfred Yavi       |
| 2024  | Julien Alfred           | Brittany Brown          | Marileidy Paulino       | Mary Moraa       | Faith Kipyegon   | Beatrice Chebet    | Jasmine Camacho-Quinn   | Femke Bol         | Faith Cherotich    |

#### Concours
| Année | Saut en longueur  | Triple saut       | Saut en hauteur     | Saut à la perche       | Lancer du poids     | Lancer du disque | Lancer du javelot    |
| ----- | ----------------- | ----------------- | ------------------- | ---------------------- | ------------------- | ---------------- | -------------------- |
| 2010  | Brittney Reese    | Yargelis Savigne  | Blanka Vlašić       | Fabiana Murer          | Valerie Adams       | Yarelis Barrios  | Barbora Špotáková    |
| 2011  | Brittney Reese    | Olha Saladukha    | Blanka Vlašić       | Silke Spiegelburg      | Valerie Adams       | Yarelis Barrios  | Christina Obergföll  |
| 2012  | Yelena Sokolova   | Olga Rypakova     | Chaunté Lowe        | Silke Spiegelburg      | Valerie Adams       | Sandra Perković  | Barbora Špotáková    |
| 2013  | Shara Proctor     | Caterine Ibargüen | Anna Chicherova     | Silke Spiegelburg      | Valerie Adams       | Sandra Perković  | Christina Obergföll  |
| 2014  | Tianna Bartoletta | Caterine Ibargüen | Mariya Kuchina      | Fabiana Murer          | Valerie Adams       | Sandra Perković  | Barbora Špotáková    |
| 2015  | Tianna Bartoletta | Caterine Ibargüen | Ruth Beitia         | Nikoleta Kiriakopoulou | Christina Schwanitz | Sandra Perković  | Barbora Špotáková    |
| 2016  | Ivana Španović    | Caterine Ibargüen | Ruth Beitia         | Ekateríni Stefanídi    | Valerie Adams       | Sandra Perković  | Madara Palameika     |
| 2017  | Ivana Španović    | Olga Rypakova     | Mariya Lasitskene   | Ekateríni Stefanídi    | Gong Lijiao         | Sandra Perković  | Barbora Špotáková    |
| 2018  | Caterine Ibargüen | Caterine Ibargüen | Mariya Lasitskene   | Ekateríni Stefanídi    | Gong Lijiao         | Yaimé Pérez      | Tatsiana Khaladovich |
| 2019  | Malaika Mihambo   | Shanieka Ricketts | Mariya Lasitskene   | Ekateríni Stefanídi    | Gong Lijiao         | Yaimé Pérez      | Lü Huihui            |
| 2020  | —                 | —                 | —                   | —                      | —                   | —                | —                    |
| 2021  | Ivana Španović    | Yulimar Rojas     | Mariya Lasitskene   | Anzhelika Sidorova     | Maggie Ewen         | Valarie Allman   | Christin Hussong     |
| 2022  | Ivana Vuleta      | Yulimar Rojas     | Yaroslava Mahuchikh | Nina Kennedy           | Chase Ealey         | Valarie Allman   | Kara Winger          |
| 2023  | Ivana Vuleta      | Yulimar Rojas     | Yaroslava Mahuchikh | Katie Moon             | Chase Ealey         | Valarie Allman   | Haruka Kitaguchi     |
| 2024  | Larissa Iapichino | Leyanis Pérez     | Yaroslava Mahuchikh | Nina Kennedy           | Sarah Mitton        | Valarie Allman   | Haruka Kitaguchi     |

### Palmarès individuel
Au 3 octobre 2024.
| Rang       | Pays                      | Athlète                 | Titres            | Épreuve(s)                     | Dernier |
| ---------- | ------------------------- | ----------------------- | ----------------- | ------------------------------ | ------- |
| 1          | États-Unis                | Christian Taylor        | 7                 | Triple saut                    | 2019    |
| 1          | France                    | Renaud Lavillenie       | 7                 | Saut à la perche               | 2016    |
| 3          | Colombie                  | Caterine Ibargüen       | 6                 | Saut en longueur / Triple saut | 2018    |
| 3          | Croatie                   | Sandra Perković         | 6                 | Lancer du disque               | 2017    |
| 5          | Kenya                     | Faith Kipyegon          | 5                 | 1 500 m                        | 2024    |
| 5          | Serbie                    | Ivana Španović          | 5                 | Saut en longueur               | 2023    |
| 5          | États-Unis                | Noah Lyles              | 5                 | 100 m / 200 m                  | 2022    |
| 5          | Jamaïque                  | Shelly-Ann Fraser-Pryce | 5                 | 100 m / 200 m                  | 2022    |
| 5          | Russie                    | Mariya Lasitskene       | 5                 | Saut en hauteur                | 2021    |
| 5          | Tchéquie                  | Barbora Špotáková       | 5                 | Lancer du javelot              | 2017    |
| 5          | Nouvelle-Zélande          | Valerie Adams           | 5                 | Lancer du poids                | 2016    |
| 12         |                           |                         |                   |                                |         |
| Norvège    | Jakob Ingebrigtsen        | 4                       | 1 500 m / 5 000 m | 2024                           |         |
| Suède      | Armand Duplantis          | 4                       | Saut à la perche  | 2024                           |         |
| Pays-Bas   | Femke Bol                 | 4                       | 400 m haies       | 2024                           |         |
| États-Unis | Valarie Allman            | 4                       | Lancer du disque  | 2024                           |         |
| Grenade    | Kirani James              | 4                       | 400 m             | 2023                           |         |
| Kenya      | Timothy Cheruiyot         | 4                       | 1 500 m           | 2021                           |         |
| Kenya      | Conseslus Kipruto         | 4                       | 3 000 m steeple   | 2019                           |         |
| Grèce      | Ekateríni Stefanídi       | 4                       | Saut à la perche  | 2019                           |         |
| Bahamas    | Shaunae Miller-Uibo       | 4                       | 200 m / 400 m     | 2019                           |         |
| Pologne    | Piotr Małachowski         | 4                       | Lancer du disque  | 2016                           |         |
| États-Unis | Dawn Harper-Nelson        | 4                       | 100 m haies       | 2015                           |         |
| États-Unis | Allyson Felix             | 4                       | 200 m / 400 m     | 2015                           |         |
| Jamaïque   | Kaliese Spencer           | 4                       | 400 m haies       | 2014                           |         |
| Kenya      | Milcah Cheywa             | 4                       | 3 000 m steeple   | 2013                           |         |
| 26         | Portugal                  | Pedro Pichardo          | 3                 | Triple saut                    | 2024    |
| 26         | Italie                    | Gianmarco Tamberi       | 3                 | Saut en hauteur                | 2024    |
| 26         | République dominicaine    | Marileidy Paulino       | 3                 | 400 m                          | 2024    |
| 26         | Ukraine                   | Yaroslava Mahuchikh     | 3                 | Saut en hauteur                | 2024    |
| 26         | États-Unis                | Joe Kovacs              | 3                 | Lancer du poids                | 2023    |
| 26         | Tchéquie                  | Jakub Vadlejch          | 3                 | Lancer du javelot              | 2023    |
| 26         | Jamaïque                  | Shericka Jackson        | 3                 | 100 m / 200 m                  | 2023    |
| 26         | Nigeria                   | Tobi Amusan             | 3                 | 100 m haies                    | 2023    |
| 26         | Venezuela                 | Yulimar Rojas           | 3                 | Triple saut                    | 2023    |
| 26         | Kenya                     | Emmanuel Korir          | 3                 | 800 m                          | 2022    |
| 26         | Jamaïque                  | Elaine Thompson-Herah   | 3                 | 100 m                          | 2021    |
| 26         | Nouvelle-Zélande          | Tomas Walsh             | 3                 | Lancer du poids                | 2019    |
| 26         | Pays-Bas                  | Sifan Hassan            | 3                 | 1 500 m / 5 000 m              | 2019    |
| 26         | Chine                     | Gong Lijiao             | 3                 | Lancer du poids                | 2019    |
| 26         | Afrique du Sud            | Caster Semenya          | 3                 | 800 m                          | 2018    |
| 26         | Botswana                  | Nijel Amos              | 3                 | 800 m                          | 2017    |
| 26         | Kenya                     | Conseslus Kipruto       | 3                 | 3 000 m steeple                | 2017    |
| 26         | Qatar                     | Mutaz Essa Barshim      | 3                 | Saut en hauteur                | 2017    |
| 26         | Kenya                     | Asbel Kiprop            | 3                 | 1 500 m                        | 2016    |
| 26         | Panama                    | Alonso Edward           | 3                 | 200 m                          | 2016    |
| 26         | États-Unis                | LaShawn Merritt         | 3                 | 400 m                          | 2016    |
| 26         | États-Unis                | David Oliver            | 3                 | 110 m haies                    | 2015    |
| 26         | États-Unis                | Justin Gatlin           | 3                 | 100 m                          | 2015    |
| 26         | Kenya                     | Eunice Jepkoech Sum     | 3                 | 800 m                          | 2015    |
| 26         | Botswana                  | Amantle Montsho         | 3                 | 400 m                          | 2013    |
| 26         | Allemagne                 | Silke Spiegelburg       | 3                 | Saut à la perche               | 2013    |
| 26         | Kenya                     | Paul Kipsiele Koech     | 3                 | 3 000 m steeple                | 2012    |
| 26         | Kenya                     | Vivian Cheruiyot        | 3                 | 5 000 m                        | 2012    |
| 26         | États-Unis                | Carmelita Jeter         | 3                 | 100 m / 200 m                  | 2011    |
| 55         | États-Unis                | Kenneth Bednarek        | 2                 | 200 m                          | 2024    |
| 55         | Kenya                     | Emmanuel Wanyonyi       | 2                 | 800 m                          | 2024    |
| 55         | Éthiopie                  | Berihu Aregawi          | 2                 | 5 000 m                        | 2024    |
| 55         | Brésil                    | Alison dos Santos       | 2                 | 400 m haies                    | 2024    |
| 55         | Australie                 | Matthew Denny           | 2                 | Lancer du disque               | 2024    |
| 55         | Kenya                     | Mary Moraa              | 2                 | 800 m                          | 2024    |
| 55         | Kenya                     | Beatrice Chebet         | 2                 | 5 000 m                        | 2024    |
| 55         | Australie                 | Nina Kennedy            | 2                 | Saut à la perche               | 2024    |
| 55         | Japon                     | Haruka Kitaguchi        | 2                 | Lancer du javelot              | 2024    |
| 55         | États-Unis                | Christian Coleman       | 2                 | 100 m                          | 2023    |
| 55         | Cuba Italie               | Andy Díaz Hernandez     | 2                 | Triple saut                    | 2023    |
| 55         | Royaume-Uni               | Keely Hodgkinson        | 2                 | 800 m                          | 2023    |
| 55         | États-Unis                | Chase Ealey             | 2                 | Lancer du poids                | 2023    |
| 55         | États-Unis                | Fred Kerley             | 2                 | 100 m / 400 m                  | 2021    |
| 55         | Norvège                   | Karsten Warholm         | 2                 | 400 m haies                    | 2021    |
| 55         | Suède                     | Daniel Ståhl            | 2                 | Lancer du disque               | 2021    |
| 55         | Espagne                   | Orlando Ortega          | 2                 | 110 m haies                    | 2019    |
| 55         | États-Unis                | Sam Kendricks           | 2                 | Saut à la perche               | 2019    |
| 55         | Bahreïn                   | Salwa Eid Naser         | 2                 | 400 m                          | 2019    |
| 55         | Kenya                     | Beatrice Chepkoech      | 2                 | 3 000 m steeple                | 2019    |
| 55         | Cuba                      | Yaimé Pérez             | 2                 | Lancer du disque               | 2019    |
| 55         | Russie                    | Sergueï Choubenkov      | 2                 | 110 m haies                    | 2018    |
| 55         | Îles Vierges britanniques | Kyron McMaster          | 2                 | 400 m haies                    | 2018    |
| 55         | Afrique du Sud            | Luvo Manyonga           | 2                 | Saut en longueur               | 2018    |
| 55         | États-Unis                | Dalilah Muhammad        | 2                 | 400 m haies                    | 2018    |
| 55         | Kenya                     | Hellen Obiri            | 2                 | 5 000 m                        | 2018    |
| 55         | Royaume-Uni               | Laura Muir              | 2                 | 1 500 m                        | 2018    |
| 55         | Bahreïn                   | Ruth Jebet              | 2                 | 3 000 m steeple                | 2017    |
| 55         | Kazakhstan                | Olga Rypakova           | 2                 | Triple saut                    | 2017    |
| 55         | Jamaïque                  | Asafa Powell            | 2                 | 100 m                          | 2016    |
| 55         | Espagne                   | Ruth Beitia             | 2                 | Saut en hauteur                | 2016    |
| 55         | États-Unis                | Bershawn Jackson        | 2                 | 400 m haies                    | 2015    |
| 55         | Kenya                     | Jairus Kipchoge Birech  | 2                 | 3 000 m steeple                | 2015    |
| 55         | Tchéquie                  | Zuzana Hejnová          | 2                 | 400 m haies                    | 2015    |
| 55         | États-Unis                | Tianna Bartoletta       | 2                 | Saut en longueur               | 2015    |
| 55         | Kenya                     | Silas Kiplagat          | 2                 | 1 500 m                        | 2014    |
| 55         | États-Unis                | Reese Hoffa             | 2                 | Lancer du poids                | 2014    |
| 55         | Brésil                    | Fabiana Murer           | 2                 | Saut à la perche               | 2014    |
| 55         | Éthiopie                  | Mohammed Aman           | 2                 | 800 m                          | 2013    |
| 55         | Porto Rico                | Javier Culson           | 2                 | 400 m haies                    | 2013    |
| 55         | Russie                    | Aleksandr Menkov        | 2                 | Saut en longueur               | 2013    |
| 55         | Estonie                   | Gerd Kanter             | 2                 | Lancer du disque               | 2013    |
| 55         | Tchéquie                  | Vítězslav Veselý        | 2                 | Lancer du javelot              | 2013    |
| 55         | Suède Éthiopie            | Abeba Aregawi           | 2                 | 1 500 m                        | 2013    |
| 55         | Allemagne                 | Christina Obergföll     | 2                 | Lancer du javelot              | 2013    |
| 55         | Kenya                     | David Rudisha           | 2                 | 800 m                          | 2011    |
| 55         | Éthiopie                  | Imane Merga             | 2                 | 5 000 m                        | 2011    |
| 55         | États-Unis                | Brittney Reese          | 2                 | Saut en longueur               | 2011    |
| 55         | Croatie                   | Blanka Vlašić           | 2                 | Saut en hauteur                | 2011    |
| 55         | Cuba                      | Yarelys Barrios         | 2                 | Lancer du disque               | 2011    |

## Records de la Ligue de diamant

### Hommes
| Épreuve           | Record             | Athlète                | Nationalité    | Date              | Meeting               | Lieu        | Réf.   |
| ----------------- | ------------------ | ---------------------- | -------------- | ----------------- | --------------------- | ----------- | ------ |
| 100 m             | 9 s 69 (-0,1 m/s)  | Yohan Blake            | Jamaïque       | 23 août 2012      | Athletissima          | Lausanne    |        |
| 200 m             | 19 s 26 (+0,7 m/s) | Yohan Blake            | Jamaïque       | 16 septembre 2011 | Mémorial Van Damme    | Bruxelles   |        |
| 300 m             | 31 s 63            | Wayde van Niekerk      | Afrique du Sud | 7 juin 2015       | Birmingham Grand Prix | Birmingham  |        |
| 400 m             | 43 s 60            | Michael Norman         | États-Unis     | 28 mai 2022       | Prefontaine Classic   | Eugene      |        |
| 800 m             | 1 min 41 s 54      | David Rudisha          | Kenya          | 6 juin 2012       | Meeting Areva         | Saint-Denis |        |
| 1 000 m           | 2 min 13 s 49      | Ayanleh Souleiman      | Djibouti       | 28 août 2016      | Meeting de Paris      | Saint-Denis |        |
| 1 500 m           | 3 min 26 s 69      | Asbel Kiprop           | Kenya          | 17 juillet 2015   | Herculis              | Monaco      |        |
| Mile              | 3 min 43 s 73      | Jakob Ingebrigtsen     | Norvège        | 16 septembre 2023 | Prefontaine Classic   | Eugene      |        |
| 2 000 m           | 4 min 43 s 13      | Jakob Ingebrigtsen     | Norvège        | 8 septembre 2023  | Mémorial Van Damme    | Bruxelles   |        |
| 3 000 m           | 7 min 23 s 63      | Jakob Ingebrigtsen     | Norvège        | 17 septembre 2023 | Prefontaine Classic   | Eugene]     |        |
| 5 000 m           | 12 min 35 s 36     | Joshua Cheptegei       | Ouganda        | 14 août 2020      | Meeting Herculis      | Monaco      |        |
| 10 000 m          | 26 min 43 s 16     | Kenenisa Bekele        | Éthiopie       | 16 septembre 2011 | Mémorial Van Damme    | Bruxelles   |        |
| 110 m haies       | 12 s 80 (+0,3 m/s) | Aries Merritt          | États-Unis     | 7 septembre 2012  | Mémorial Van Damme    | Bruxelles   | [ 13 ] |
| 400 m haies       | 46 s 39            | Rai Benjamin           | États-Unis     | 16 septembre 2023 | Prefontaine Classic   | Eugene      |        |
| 3 000 m steeple   | 7 min 52 s 11      | Lamecha Girma          | Éthiopie       | 9 juin 2023       | Meeting de Paris      | Paris       |        |
| Saut en hauteur   | 2,43 m             | Mutaz Essa Barshim     | Qatar          | 5 septembre 2014  | Mémorial Van Damme    | Bruxelles   | [ 14 ] |
| Saut à la perche  | 6,24 m             | Armand Duplantis       | Suède          | 20 avril 2024     | Xiamen Diamond League | Xiamen      |        |
| Saut en longueur  | 8,65 m (-0,5 m/s)  | Juan Miguel Echevarría | Cuba           | 29 août 2019      | Weltklasse Zurich     | Zurich      |        |
| Triple saut       | 18,11 m (+0,8 m/s) | Christian Taylor       | États-Unis     | 27 mai 2017       | Prefontaine Classic   | Eugene      |        |
| Lancer du poids   | 23,23m             | Joe Kovacs             | États-Unis     | 21 août 2021      | Prefontaine Classic   | Palo Alto   |        |
| Lancer du disque  | 71,27 m            | Kristjan Čeh           | Slovénie       | 21 mai 2022       | Birmingham Grand Prix | Birmingham  |        |
| Lancer du marteau | 81,92 m            | Wojciech Nowicki       | Pologne        | 15 juin 2023      | Bislett Games         | Oslo        |        |
| Lancer du javelot | 93,90 m            | Thomas Röhler          | Allemagne      | 5 mai 2017        | Doha Diamond League   | Doha        |        |

### Femmes
| Épreuve           | Record             | Athlète               | Nationalité      | Date              | Meeting                         | Lieu      | Réf. |
| ----------------- | ------------------ | --------------------- | ---------------- | ----------------- | ------------------------------- | --------- | ---- |
| 100 m             | 10 s 54 (+0,9 m/s) | Elaine Thompson-Herah | Jamaïque         | 21 août 2021      | Prefontaine Classic             | Eugene    |      |
| 200 m             | 21 s 48 (+0,2 m/s) | Shericka Jackson      | Jamaïque         | 8 septembre 2023  | Mémorial Van Damme              | Bruxelles |      |
| 400 m             | 48 s 97            | Shaunae Miller-Uibo   | Bahamas          | 19 juillet 2018   | Meeting Herculis                | Monaco    |      |
| 600 m             | 1 min 29 s 06      | Hedda Hynne           | Norvège          | 11 juin 2020      | Bislett Games                   | Oslo      |      |
| 800 m             | 1 min 54 s 25      | Caster Semenya        | Afrique du Sud   | 30 juin 2018      | Meeting de Paris                | Paris     |      |
| 1 000 m           | 2 min 29 s 15      | Faith Kipyegon        | Kenya            | 14 août 2020      | Meeting Herculis                | Monaco    |      |
| 1 500 m           | 3 min 49 s 11      | Faith Kipyegon        | Kenya            | 2 juin 2023       | Golden Gala                     | Florence  |      |
| Mile              | 4 min 07 s 64      | Faith Kipyegon        | Kenya            | 21 juillet 2023   | Meeting Herculis                | Monaco    |      |
| 3 000 m           | 8 min 18 s 49      | Sifan Hassan          | Pays-Bas         | 30 juin 2019      |                                 | Palo Alto |      |
| 5 000 m           | 14 min 00 s 21     | Gudaf Tsegay          | Éthiopie         | 17 septembre 2023 | Prefontaine Classic             | Eugene    |      |
| 10 000 m          | 30 min 24 s 39     | Tirunesh Dibaba       | Éthiopie         | 1er juin 2012     | Prefontaine Classic             | Eugene    |      |
| 100 m haies       | 12 s 20 (+0,3 m/s) | Kendra Harrison       | États-Unis       | 22 juillet 2016   | London Grand Prix               | Londres   |      |
| 400 m haies       | 51 s 45            | Femke Bol             | Pays-Bas         | 23 juillet 2023   | London Grand Prix               | Londres   |      |
| 3 000 m steeple   | 8 min 44 s 32      | Beatrice Chepkoech    | Kenya            | 20 juillet 2018   | Meeting Herculis                | Monaco    |      |
| Saut en hauteur   | 2,10 m             | Yaroslava Mahuchikh   | Ukraine          | 7 juillet 2024    | Meeting de Paris                | Paris     |      |
| Saut à la perche  | 5,01 m             | Anzhelika Sidorova    | États-Unis       | 9 septembre 2021  | Weltklasse Zurich               | Zurich    |      |
| Saut en longueur  | 7,25 m (+1,6 m/s)  | Brittney Reese        | États-Unis       | 10 mai 2013       | Qatar Athletic Super Grand Prix | Doha      |      |
| Triple saut       | 15,52 m (+0,6 m/s) | Yulimar Rojas         | Venezuela        | 26 août 2021      | Weltklasse Zurich               | Zurich    |      |
| Lancer du poids   | 21,03 m            | Valerie Adams         | Nouvelle-Zélande | 28 août 2013      | Golden Gala                     | Rome      |      |
| Lancer du disque  | 71,38 m            | Sandra Perković       | Croatie          | 4 mai 2018        | Doha Diamond League             | Doha      |      |
| Lancer du marteau | 77,76 m            | Camryn Rogers         | 🇨🇦Canada         | 25 mai 2024       | Prefontaine Classic             | Eugene    |      |
| Lancer du javelot | 69,57 m            | Christina Obergföll   | Allemagne        | 8 septembre 2011  | Weltklasse Zürich               | Zurich    |      |

## Statistiques

### Pays dont au moins un athlète a remporté une épreuve en meeting
77 pays, venant de tous les continents, ont enregistré au moins une victoire lors d'une épreuve de Ligue de Diamant.
Le dernier en date est le Danemark avec la victoire de la sprinteuse Ida Karstoft sur 200 m lors des Bislett Games d'Oslo, le 16 juin 2022.
Au 16 juin 2022 :
| Place | Pays                      | Nombre | Première année |
| ----- | ------------------------- | ------ | -------------- |
| 1     | États-Unis                | 532    | 2010           |
| 2     | Kenya                     | 267    | 2010           |
| 3     | Jamaïque                  | 175    | 2010           |
| 4     | Éthiopie                  | 110    | 2010           |
| 5     | Russie                    | 95     | 2010           |
| 6     | Allemagne                 | 90     | 2010           |
| 7     | Royaume-Uni               | 66     | 2011           |
| 8     | Croatie                   | 60     | 2010           |
| 9     | France                    | 55     | 2010           |
| 10    | Tchéquie                  | 52     | 2010           |
| 11    | Afrique du Sud            | 50     | 2010           |
| 12    | Nouvelle-Zélande          | 46     | 2010           |
| 13    | Cuba                      | 45     | 2010           |
| 14    | Pologne                   | 43     | 2010           |
| 15    | Suède                     | 39     | 2010           |
| 16    | Colombie                  | 38     | 2012           |
| 17    | Pays-Bas                  | 35     | 2012           |
| 18    | Ukraine                   | 34     | 2011           |
| 19    | Chine                     | 30     | 2011           |
| 20    | Canada                    | 19     | 2010           |
| 21    | Qatar                     | 28     | 2012           |
| 21    | Grèce                     | 28     | 2010           |
| 21    | Bahamas                   | 28     | 2011           |
| 24    | Botswana                  | 27     | 2010           |
| 25    | Norvège                   | 23     | 2010           |
| 26    | Bahreïn                   | 22     | 2011           |
| 27    | Australie                 | 21     | 2010           |
| 28    | Brésil                    | 19     | 2010           |
| 28    | Espagne                   | 19     | 2012           |
| 30    | Côte d'Ivoire             | 18     | 2012           |
| 31    | Grenade                   | 16     | 2011           |
| 33    | Maroc                     | 14     | 2010           |
| 33    | Serbie                    | 14     | 2014           |
| 35    | Panama                    | 12     | 2010           |
| 35    | Nigeria                   | 12     | 2012           |
| 37    | Estonie                   | 11     | 2010           |
| 37    | Finlande                  | 11     | 2010           |
| 39    | Porto Rico                | 10     | 2010           |
| 39    | Kazakhstan                | 10     | 2010           |
| 41    | Djibouti                  | 9      | 2013           |
| 42    | Turquie                   | 8      | 2016           |
| 43    | Portugal                  | 7      | 2018           |
| 43    | Tunisie                   | 7      | 2011           |
| 45    | Trinité-et-Tobago         | 6      | 2010           |
| 45    | Lettonie                  | 6      | 2012           |
| 45    | Belgique                  | 6      | 2012           |
| 45    | Biélorussie               | 6      | 2016           |
| 45    | Venezuela                 | 6      | 2017           |
| 50    | Lituanie                  | 5      | 2011           |
| 50    | République dominicaine    | 5      | 2012           |
| 50    | Italie                    | 5      | 2012           |
| 53    | Soudan                    | 4      | 2010           |
| 53    | Bulgarie                  | 4      | 2011           |
| 53    | Suisse                    | 4      | 2017           |
| 53    | Slovénie                  | 4      | 2022           |
| 57    | Égypte                    | 2      | 2014           |
| 57    | Algérie                   | 2      | 2014           |
| 57    | Îles Vierges britanniques | 2      | 2017           |
| 57    | Ouganda                   | 2      | 2019           |
| 57    | Namibie                   | 2      | 2021           |
| 62    | Hongrie                   | 1      | 2010           |
| 62    | Chypre                    | 1      | 2011           |
| 62    | Zimbabwe                  | 1      | 2011           |
| 62    | Iran                      | 1      | 2012           |
| 62    | Roumanie                  | 1      | 2012           |
| 62    | Barbade                   | 1      | 2013           |
| 62    | Arabie saoudite           | 1      | 2013           |
| 62    | Bosnie-Herzégovine        | 1      | 2015           |
| 62    | Israël                    | 1      | 2015           |
| 62    | Sainte-Lucie              | 1      | 2016           |
| 62    | Syrie                     | 1      | 2019           |
| 62    | Taipei chinois            | 1      | 2019           |
| 62    | Burkina Faso              | 1      | 2021           |
| 62    | Corée du Sud              | 1      | 2022           |
| 62    | République dominicaine    | 1      | 2022           |
| 62    | Danemark                  | 1      | 2022           |

### Athlètes ayant enregistré le plus de victoires
Au 19 juillet 2023.
| Place | Athlète             | Pays             | Nombre | Épreuve           | Début | Fin  |
| ----- | ------------------- | ---------------- | ------ | ----------------- | ----- | ---- |
| 1     | Sandra Perković     | Croatie          | 46     | Lancer du disque  | 2010  | 2023 |
| 2     | Renaud Lavillenie   | France           | 37     | Saut à la perche  | 2010  | 2018 |
| 2     | Caterine Ibargüen   | Colombie         | 37     | Triple saut       | 2012  | 2019 |
| 4     | Valerie Adams       | Nouvelle-Zélande | 36     | Lancer du poids   | 2010  | 2021 |
| 5     | Christian Taylor    | États-Unis       | 27     | Triple saut       | 2011  | 2019 |
| 6     | Mariya Lasitskene   | Russie           | 26     | Saut en hauteur   | 2014  | 2021 |
| 7     | Mutaz Essa Barshim  | Qatar            | 23     | Saut en hauteur   | 2012  | 2023 |
| 8     | Shaunae Miller-Uibo | Bahamas          | 22     | 200 m, 400 m      | 2015  | 2022 |
| 9     | Kaliese Carter      | Jamaïque         | 21     | 400 m haies       | 2010  | 2015 |
| 9     | Barbora Špotáková   | Tchéquie         | 21     | Lancer du javelot | 2010  | 2021 |

## Couverture télévisuelle
En France, deux chaînes se partagent les droits de diffusion : Canal+ et L’Équipe. Canal + diffuse ainsi une épreuve, le Meeting Herculis, L’Équipe retransmet quant à elle toutes les autres épreuves.